# Fourchambault
Fourchambault est une commune française, située dans le département de la Nièvre en région Bourgogne-Franche-Comté.
Ses habitants sont appelés les Fourchambaultais.

## Géographie

### Hydrographie
La commune de Fourchambault est située au confluent du Riau et de la Loire.

### Communes limitrophes
Les communes limitrophes sont  Cours-les-Barres, Garchizy, Marzy et Varennes-Vauzelles.

### Climat
Pour des articles plus généraux, voir Climat de la Bourgogne-Franche-Comté et Climat de la Nièvre.
En 2010, le climat de la commune est de type climat océanique dégradé des plaines du Centre et du Nord, selon une étude du Centre national de la recherche scientifique s'appuyant sur une série de données couvrant la période 1971-2000. En 2020, Météo-France publie une typologie des climats de la France métropolitaine dans laquelle la commune est exposée à un climat océanique altéré et est dans la région climatique  Centre et contreforts nord du Massif Central, caractérisée par un air sec en été et un bon ensoleillement. 
Pour la période 1971-2000, la température annuelle moyenne est de 11,1 °C, avec une amplitude thermique annuelle de 16 °C. Le cumul annuel moyen de précipitations est de 820 mm, avec 11,7 jours de précipitations en janvier et 8 jours en juillet. Pour la période 1991-2020, la température moyenne annuelle observée sur la station météorologique de Météo-France la plus proche, « Nevers-Marzy », sur la commune de Marzy à 4 km à vol d'oiseau, est de 11,4 °C et le cumul annuel moyen de précipitations est de 783,5 mm. 
La température maximale relevée sur cette station est de 39,4 °C, atteinte le 31 juillet 2020 ; la température minimale est de −25 °C, atteinte le 9 janvier 1985,,. 
| Mois                                  | jan.           | fév.             | mars            | avril         | mai             | juin           | jui.           | août           | sep.            | oct.            | nov.             | déc.             | année     |
| ------------------------------------- | -------------- | ---------------- | --------------- | ------------- | --------------- | -------------- | -------------- | -------------- | --------------- | --------------- | ---------------- | ---------------- | --------- |
| Température minimale moyenne (°C)     | 0,6            | 0,2              | 2               | 4,2           | 8               | 11,4           | 13,1           | 12,7           | 9,1             | 7,1             | 3,4              | 1,2              | 6,1       |
| Température moyenne (°C)              | 3,9            | 4,5              | 7,6             | 10,3          | 14              | 17,6           | 19,6           | 19,4           | 15,5            | 12,1            | 7,3              | 4,5              | 11,4      |
| Température maximale moyenne (°C)     | 7,3            | 8,8              | 13,2            | 16,4          | 20,1            | 23,8           | 26             | 26,1           | 21,9            | 17,1            | 11,1             | 7,8              | 16,6      |
| Record de froid (°C) date du record   | −25 09.01.1985 | −21,8 15.02.1956 | −13,8 01.03.05  | −7,5 09.04.03 | −4,8 07.05.1957 | 0,2 05.06.1991 | 3,4 08.07.1954 | 0,3 31.08.1986 | −1,2 20.09.1962 | −8,9 30.10.1955 | −12,3 23.11.1993 | −16,8 20.12.1946 | −25 1985  |
| Record de chaleur (°C) date du record | 17,4 01.01.23  | 23,5 28.02.1960  | 26,7 25.03.1955 | 30 16.04.1949 | 31,6 28.05.17   | 39 27.06.19    | 39,4 31.07.20  | 39,2 11.08.03  | 35,4 10.09.23   | 31,5 13.10.23   | 23,5 07.11.15    | 19,5 16.12.1989  | 39,4 2020 |
| Ensoleillement (h)                    | 634            | 913              | 1 541           | 1 809         | 2 053           | 2 255          | 2 453          | 2 355          | 1 892           | 1 229           | 716              | 589              | 18 439    |
| Précipitations (mm)                   | 63             | 55,2             | 52,6            | 68,8          | 73,2            | 61,8           | 58,1           | 61,7           | 63,5            | 74,4            | 75,4             | 75,8             | 783,5     |

| Diagramme climatique                                  |            |           |             |           |              |            |              |             |             |             |            |
| J                                                     | F          | M         | A           | M         | J            | J          | A            | S           | O           | N           | D          |
| 7,30,663                                              | 8,80,255,2 | 13,2252,6 | 16,44,268,8 | 20,1873,2 | 23,811,461,8 | 2613,158,1 | 26,112,761,7 | 21,99,163,5 | 17,17,174,4 | 11,13,475,4 | 7,81,275,8 |
| Moyennes : • Temp. maxi et mini °C • Précipitation mm |            |           |             |           |              |            |              |             |             |             |            |

Les paramètres climatiques de la commune ont été estimés pour le milieu du siècle (2041-2070) selon différents scénarios d'émission de gaz à effet de serre à partir des nouvelles projections climatiques de référence DRIAS-2020. Ils sont consultables sur un site dédié publié par Météo-France en novembre 2022.

## Urbanisme

### Typologie
Au 1er janvier 2024, Fourchambault est catégorisée ceinture urbaine, selon la nouvelle grille communale de densité à sept niveaux définie par l'Insee en 2022.
Elle appartient à l'unité urbaine de Nevers, une agglomération intra-départementale regroupant huit  communes, dont elle est une commune de la banlieue,,. Par ailleurs la commune fait partie de l'aire d'attraction de Nevers, dont elle est une commune de la couronne,. Cette aire, qui regroupe 93 communes, est catégorisée dans les aires de 50 000 à moins de 200 000 habitants,.

### Occupation des sols
L'occupation des sols de la commune, telle qu'elle ressort de la base de données européenne d’occupation biophysique des sols Corine Land Cover (CLC), est marquée par l'importance des territoires artificialisés (45,2 % en 2018), en augmentation par rapport à 1990 (44,2 %). La répartition détaillée en 2018 est la suivante : zones urbanisées (45,1 %), forêts (16,1 %), prairies (15,8 %), terres arables (14 %), eaux continentales (8,7 %), zones industrielles ou commerciales et réseaux de communication (0,1 %), zones agricoles hétérogènes (0,1 %). L'évolution de l’occupation des sols de la commune et de ses infrastructures peut être observée sur les différentes représentations cartographiques du territoire : la carte de Cassini (XVIIIe siècle), la carte d'état-major (1820-1866) et les cartes ou photos aériennes de l'IGN pour la période actuelle (1950 à aujourd'hui).

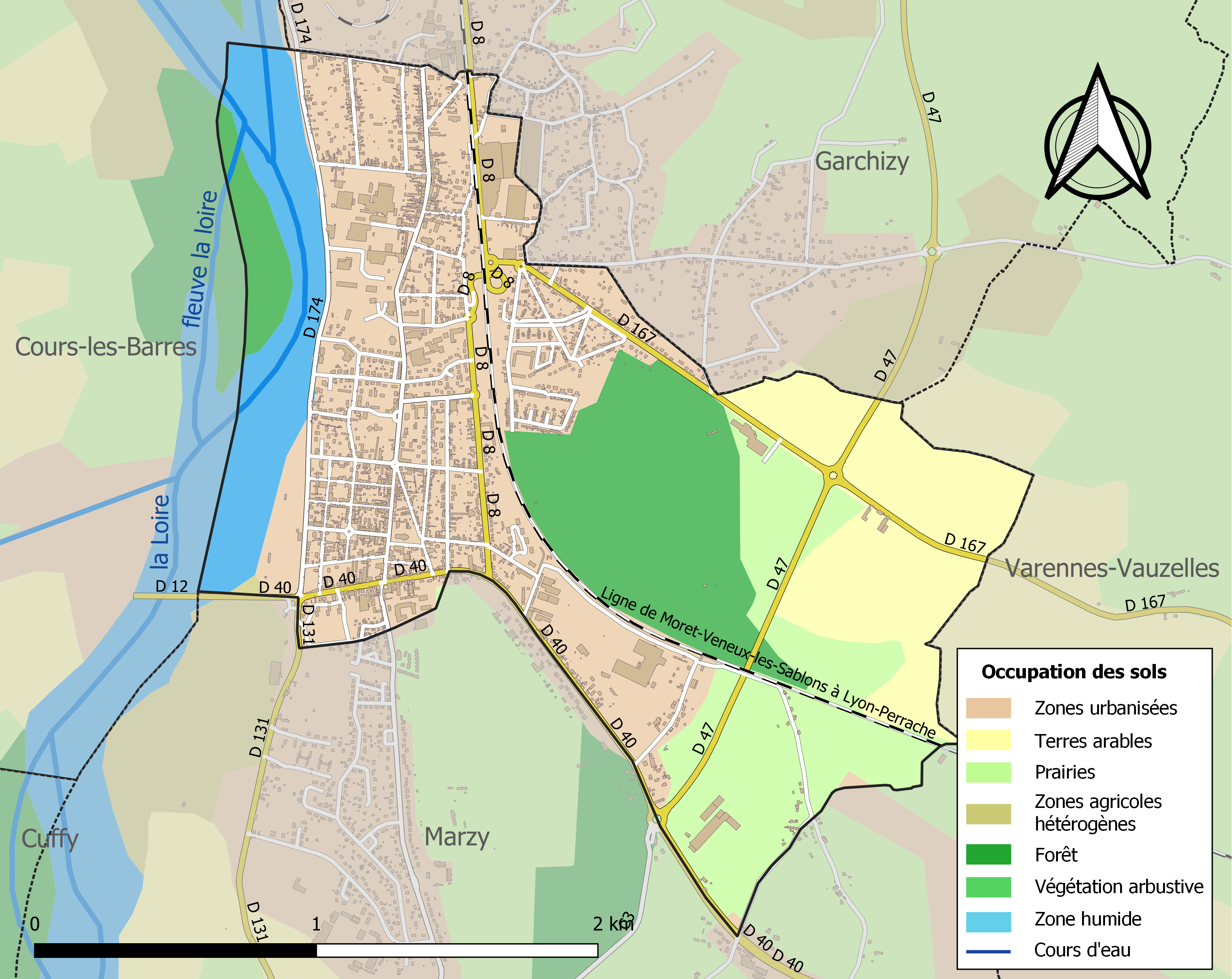
Carte des infrastructures et de l'occupation des sols de la commune en 2018 (CLC).

## Histoire
La ville doit son origine à la création, en 1821, d'une usine métallurgique par Louis Boigues, son frère Guillaume et leur associé  Jean-Georges Dufaud sur le site de Fourchambault. Prospérant grâce à ce dernier, l'entreprise deviendra la Société Boigues & Cie.
Suivant l'installation de nombreux ouvriers, la commune de Fourchambault a officiellement été créée le 3 mai 1855.
Dans le contexte social agité de la fin du Second Empire, une grève mobilise plus de 2 000 ouvriers de la métallurgie. L'association internationale des travailleurs fait partie des organisations ouvrières implantées dans la ville.

## Politique et administration

### Liste des maires
| Période                                  | Période                   | Identité                  | Étiquette     | Qualité |
| ---------------------------------------- | ------------------------- | ------------------------- | ------------- | --- |
| 1919                                     | 1944                      | Pierre Faucher            | PRS- Soc.ind. | Médecin Conseiller général (1925-1937) |
| 1945                                     | mai 1953                  | Jean-Robert Gérard        | SFIO          | Agent d'Électricité de France Conseiller général du canton de Pougues-les-Eaux (1945-1958) Président du Conseil d'Administration des Houillères de Blanzy |
| mai 1953                                 | mars 1971                 | Robert Hostier            | PCF           | Instituteur Député de la 2e circonscription de la Nièvre (1962-1968) Conseiller général (1958-1970)                                                       |
| mars 1971                                | mars 1977                 | Maurice Besson            | PCF           | Dessinateur industriel Conseiller général (1970-1982) |
| mars 1977                                | mars 1989                 | Raymond Bussière          | PCF           | Comptable Conseiller général (1982-2001) |
| mars 1989                                | juin 1995                 | Roger Lambert             | PS            | |
| juin 1995                                | décembre 2011 (démission) | Jean-René Leroy           | PS            | Vice-président de la CA de Nevers |
| février 2012                             | mars 2014                 | Marie-Madeleine Monestier | PS            | Retraitée Vice-présidente de la CA de Nevers |
| mars 2014                                | En cours                  | Alain Herteloup           | PS            | Cadre du secteur privé Conseiller départemental (depuis 2015) Vice-président du conseil départemental de la Nièvre                                        |
| Les données manquantes sont à compléter. |                           |                           |               | |

### Jumelages
Rathvilly (Irlande) depuis 1998.

## Démographie
L'évolution du nombre d'habitants est connue à travers les recensements de la population effectués dans la commune depuis 1856. Pour les communes de moins de 10 000 habitants, une enquête de recensement portant sur toute la population est réalisée tous les cinq ans, les populations de référence des années intermédiaires étant quant à elles estimées par interpolation ou extrapolation. Pour la commune, le premier recensement exhaustif entrant dans le cadre du nouveau dispositif a été réalisé en 2005.

En 2022, la commune comptait 4 019 habitants, en évolution de −5,5 % par rapport à 2016 (Nièvre : −3,28 %, France hors Mayotte : +2,11 %).
| 1856  | 1861  | 1866  | 1872  | 1876  | 1881  | 1886  | 1891  | 1896  |
| ----- | ----- | ----- | ----- | ----- | ----- | ----- | ----- | ----- |
| 5 380 | 5 384 | 6 495 | 6 054 | 5 884 | 5 959 | 6 147 | 6 020 | 6 021 |

| 1901  | 1906  | 1911  | 1921  | 1926  | 1931  | 1936  | 1946  | 1954  |
| ----- | ----- | ----- | ----- | ----- | ----- | ----- | ----- | ----- |
| 6 152 | 4 806 | 4 882 | 5 345 | 4 817 | 5 060 | 4 720 | 5 152 | 5 197 |

| 1962  | 1968  | 1975  | 1982  | 1990  | 1999  | 2005  | 2006  | 2010  |
| ----- | ----- | ----- | ----- | ----- | ----- | ----- | ----- | ----- |
| 6 240 | 6 279 | 6 625 | 5 850 | 5 037 | 4 828 | 4 786 | 4 739 | 4 635 |

| 2015  | 2020  | 2022  | - | - | - | - | - | - |
| ----- | ----- | ----- | - | - | - | - | - | - |
| 4 291 | 4 069 | 4 019 | - | - | - | - | - | - |

## Économie
- Construction mécanique

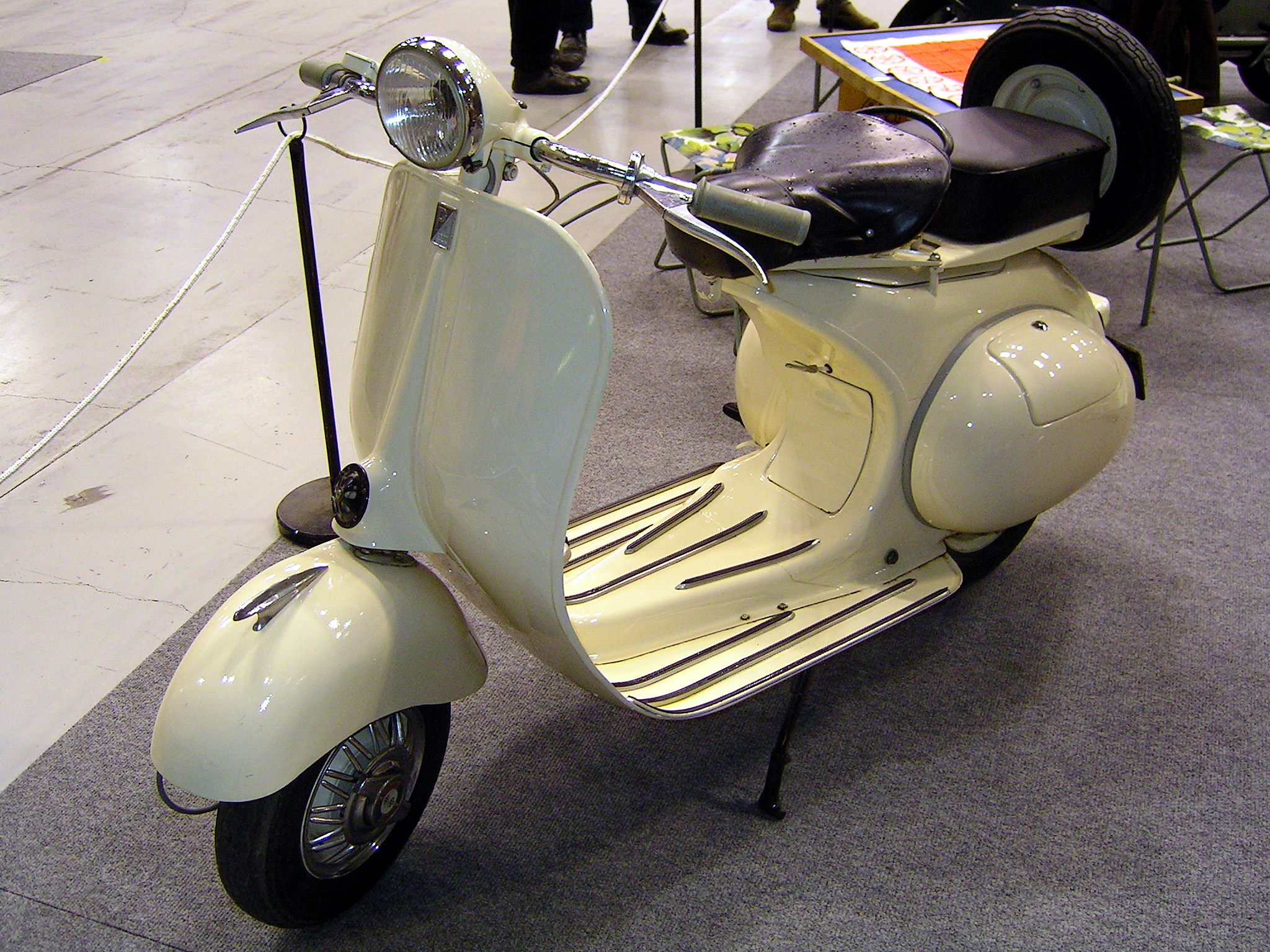
Vespa 125 de Piaggio fabriquée par l'ACMA.

  - Ateliers de construction de motocycles et d'automobiles (ACMA). C'est dans cette usine qu'ont été construits des véhicules Vespa (Piaggio) : de 1957 à 1962, 34 000 Vespa 400 furent fabriquées.
 IVECO y assemblera plus tard le Lorraine IVECO Lorraine, car de tourisme dérivé d'un modèle italien, une dizaine d'années. Depuis 1995 sous le nom d'Euromoteurs et en 2006 FPT Powertrain technologies rénovent les moteurs pour la firme italienne (IVECO,FIAT,CNH). Elle compte 140 employés.
- Métallurgie

Le taux de chômage était en 1999 de 16,3 % et le revenu moyen par ménage de 13 606 € par an.

## Culture locale et patrimoine

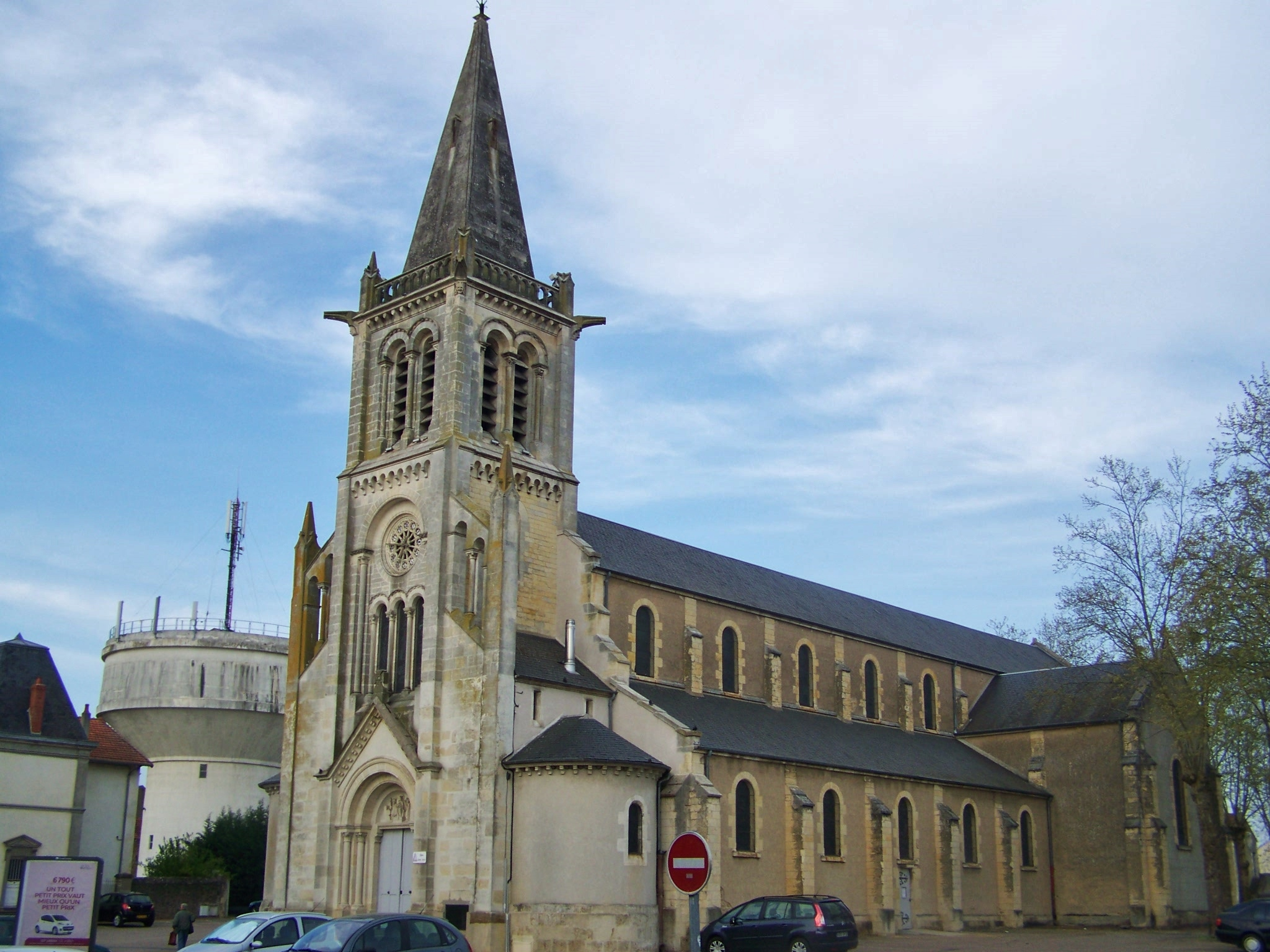
L'église Saint-Louis.

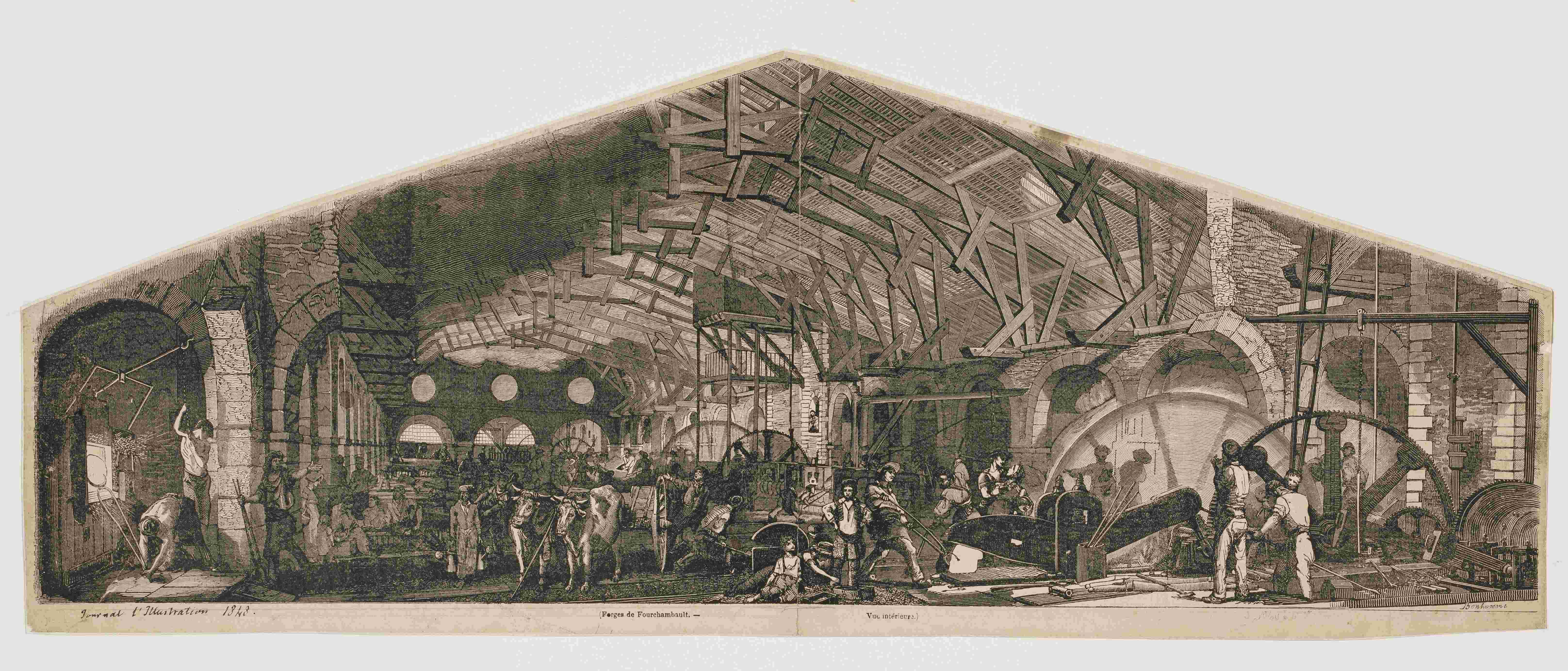
Ignace-François Bonhommé, "Forges de Fourchambault, Intérieur", 1845, gravure sur bois, conservée au Féru des Sciences - Jarville.

### Lieux et monuments
- Aéroport de Nevers-Fourchambault.
- Église Saint-Louis, église paroissiale consacrée en 1839, de style néo-roman. Clocher surélevé en 1875. Dans la chapelle Saint-Jos, se trouve le tableau de la Grande forge de Fourchambault, une huile sur toile du peintre et graveur Ignace-François Bonhommé. Dâté de 1840, le tableau est béni le 16 mars 1956. Eglise ouverte tous les jours.
- Église Saint-Gabriel, église paroissiale construite en 1872 à la suite de l'essor industriel de la ville. De style néo-gothique. Statue originale de la crèche. Ouverte tous les jours jusqu'au 31 août, sauf dimanche après-midi et jours fériés[22].
- Pont de Fourchambault - Givry, qui relie les deux rives de la Loire, reconstruit en acier en 1950 à la suite de sa destruction au début de la Seconde Guerre mondiale (1940).

### Personnalités liées à la commune
- Georges Dufaud (1777-1852) : polytechnicien, industriel, maître de forges. Sous son impulsion, Fourchambault sera en 1854 l'un des plus importants sites de production sidérurgique de France et pièce maîtresse de la révolution industrielle du Second Empire, principalement dans les domaines de l'armement et de la construction de ponts et viaducs pour l'industrie ferroviaire naissante. Sur le site de Fourchambault, 4 000 ouvriers produisent chaque jour six tonnes de fer. L'usine produit les éléments des ponts métalliques (chemin de fer de Nevers, Saint-Germain-des-Fossés, Orléans, et plus tardivement certains éléments de la tour Eiffel).
- Émile Martin (1794-1871) : Il crée en 1824 la fonderie de fer et de cuivre « Émile Martin et Cie » à côté des Forges de Fourchambault. Député de la Nièvre en 1848.
- Vicomte Tirlet (1817-1874).
- Pierre-Émile Martin (1824-1915) : polytechnicien, ingénieur des Mines, industriel, inventeur du procédé Martin Four Martin, Histoire de la production de l'acier . Frère de Georges Martin, ingénieur des Ponts et Chaussées.
- Alexandre Breffort (1901-1972) : journaliste, scénariste, homme de théâtre et écrivain français, né à Fourchambault. Collaborateur du Canard enchaîné, célèbre pour ses bons mots, il est l'auteur de la comédie musicale Irma la douce, basée sur sa pièce Les Harengs terribles. Portée par la musique de Marguerite Monnot, Irma la douce rencontra un succès international, en étant jouée notamment à Broadway, et adaptée au cinéma par Billy Wilder dans un film du même titre.
- Fernand Petzl (1913-2003), spéléologue, né dans la commune.
- Maurice Bardin (1921-2010), pianiste, chef d'orchestre, compositeur, amateur d'art, né dans la commune[23].
- Miguel Martinez (1976-) : coureur cycliste professionnel, spécialiste du VTT, champion du monde  et champion olympique de cross-country, né à Fourchambault.
- Yannick Martinez (1988-) : coureur cycliste professionnel, né à Fourchambault.